# Karsten Uhl
Karsten Uhl (* 26. April 1972 in Pinneberg) ist ein deutscher Historiker.

## Leben
Uhl studierte von 1993 bis 1998 Geschichte, politische Wissenschaft und Psychologie an der Universität Hamburg. Von 1998 bis 2000 absolvierte er als Stipendiat im DFG-Graduiertenkolleg Geschlechterdifferenz & Literatur ein Promotionsstudium an der Ludwig-Maximilians-Universität München, wo er am 16. Juli 2000 mit der Arbeit Das „verbrecherische Weib“. Geschlecht, Verbrechen und Strafen im kriminologischen Diskurs 1800–1945 promoviert wurde. An der Carl von Ossietzky Universität Oldenburg bildete er sich von 2001 bis 2003 mit dem Aufbaustudium Museum & Ausstellung weiter. Von 2003 bis 2006 war er wissenschaftlicher Mitarbeiter der KZ-Gedenkstätte Mittelbau-Dora. Als wissenschaftlicher Mitarbeiter (2007–2012) der TU Darmstadt habilitierte er sich am 22. November 2012 und erwarb die Venia Legendi für Neuere und Neueste Geschichte. Von 2013 bis 2015 war er in Teilzeit wissenschaftlicher Mitarbeiter an der Helmut-Schmidt-Universität. Gleichzeitig war er Lehrkraft für besondere Aufgaben an der TU Darmstadt. Von Oktober 2016 bis 2018 war er wissenschaftlicher Mitarbeiter an der Helmut-Schmidt-Universität. Von April 2019 bis März 2020 vertrat er den Lehrstuhl für Technikgeschichte an der TU Darmstadt und wirkte dort anschließend als wissenschaftlicher Mitarbeiter. Von Oktober 2020 bis Mai 2023 leitete er die KZ-Gedenkstätte Mittelbau-Dora, seit Juni 2023 leitet er die Abteilung Forschung und Dokumentation der Stiftung Hamburger Gedenkstätten und Lernorte zur Erinnerung an die Opfer der NS-Verbrechen.

## Schriften (Auswahl)
- Das „verbrecherische Weib“. Geschlecht, Verbrechen und Strafen im kriminologischen Diskurs 1800–1945 (= Geschlecht – Kultur – Gesellschaft, Band 11). LIT-Verl., Münster u. a. 2003, ISBN 3-8258-6593-2, (zugleich Dissertation, München 2000).
- als Herausgeber mit Helmut Kramer und Jens-Christian Wagner: Zwangsarbeit im Nationalsozialismus und die Rolle der Justiz. Täterschaft, Nachkriegsprozesse und die Auseinandersetzung um Entschädigungsleistungen (= Nordhäuser Hochschultexte, Band 1). Fachhochschule Nordhausen 2007, ISBN 978-3-9809391-9-5.
- als Herausgeber mit Lars Bluma: Kontrollierte Arbeit – disziplinierte Körper? Zur Sozial- und Kulturgeschichte der Industriearbeit im 19. und 20. Jahrhundert (= Histoire, Band 27). Transcript, Bielefeld 2012, ISBN 978-3-8376-1834-1.
- Humane Rationalisierung? Die Raumordnung der Fabrik im fordistischen Jahrhundert. Transcript, Bielefeld 2014, ISBN 3-8376-2756-X, (zugleich Habilitationsschrift, Darmstadt 2012).